# David Morris Lee

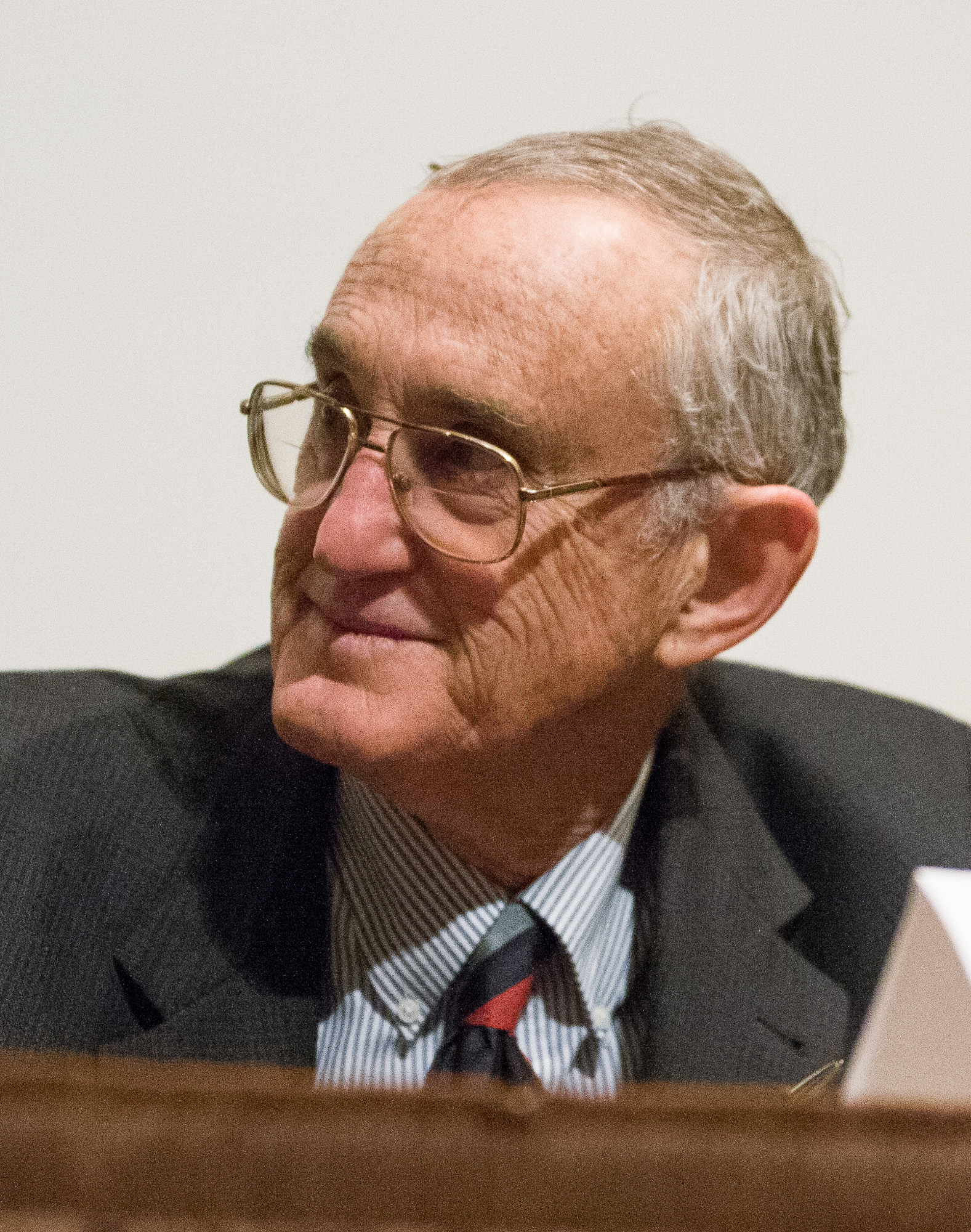
David M. Lee 2007

David Morris Lee (* 20. Januar 1931 in Rye, New York) ist ein US-amerikanischer Physiker und Nobelpreisträger.
Lee wuchs in Rye, New York auf. Seine Eltern waren jüdische Immigranten aus England und Litauen. Lee absolvierte die Harvard University und ging danach, 1952 zur US-Armee. Danach machte er seinen Master an der University of Connecticut und begann 1955 mit dem Promotionsstudium an der Yale University, wo er von Henry A. Fairbank betreut wurde. Nach seiner Promotion wurde er Professor an der Cornell University, wo er bis heute lehrt.
1996 wurde Lee zusammen mit Douglas D. Osheroff und Robert C. Richardson der Nobelpreis für Physik verliehen für ihre Entdeckung der Suprafluidität in Helium-3 bei sehr tiefen Temperaturen (um den absoluten Nullpunkt), die sie 1972 veröffentlichten.
Lee hat darüber hinaus zusammen mit Jack H. Freed Kernspinwellen in polarisiertem atomaren Wasserstoff-Gas entdeckt. Zurzeit befasst sich seine Arbeitsgruppe mit Helium-dotierten Festkörpern.
1976 erhielt Lee den Sir Francis Simon Memorial Prize des British Institute of Physics und 1981 den Oliver E. Buckley Condensed Matter Prize der American Physical Society zusammen mit Doug Osheroff und Robert Richardson für die Arbeit, die den dreien 1996 den Nobelpreis einbrachte. Lee ist Mitglied der National Academy of Sciences und der American Academy of Arts and Sciences sowie seit 2003 auswärtiges Mitglied der Russischen Akademie der Wissenschaften. Die University of Florida verlieh ihm 1998 die Ehrendoktorwürde. Ebenfalls 1998 erhielt er die Alumni-Auszeichnung der Yale University, die Wilbur Cross Medal.
2009 zog Lee mit seinem Labor zur Texas A&M University um.
Seine Frau Dana lernte Lee an der Cornell University kennen, die an derselben Universität 1959 in einem anderen Fachbereich ihren Doktor ablegte. Das Paar hat zwei Söhne.